# Canada centrale

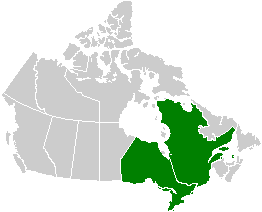
La regione del Canada centrale

Canada centrale (talvolta Province centrali) è il termine utilizzato per indicare le due più grandi e popolose province del Canada: Ontario e Quebec. La regione del Canada centrale, con le quattro Province atlantiche forma il Canada orientale. Il termine Canada centrale è però poco utilizzato, ed è più in uso il nome delle singole province.
Nonostante il nome, geograficamente il Canada centrale si trova interamente nella metà orientale del paese, con il Québec che addirittura si estende fino al punto più a est rispetto ad ogni altra provincia, fatta eccezione per Terranova e Labrador. Longitudinalmente la metà del Canada passa per un meridiano appena a est di Winnipeg in Manitoba, il centro geografico del Canada si trova vicino ad Arviat nel Nunavut. Il nome di questa regione ha prevalentemente un altro significato. È così chiamato perché le province che lo circondano ai due lati hanno tra loro un distinto passato storico e politico.
Storicamente l'Ontario meridionale era un tempo chiamato Alto Canada e successivamente Canada occidentale; la regione meridionale del Québec fu un tempo il Basso Canada e poi il Canada orientale. Entrambi vennero uniti nel 1841 nella Provincia del Canada fondatrice, nel 1867, dell'attuale nazione insieme a Nuovo Brunswick e Nuova Scozia.

## I numeri della regione
Assieme le due province hanno circa 20 milioni di abitanti che rappresenta il 62% della popolazione canadese. Sono rappresentati nella Camera dei Comuni canadese da 181 deputati (Ontario: 106; Quebec: 75) su un totale di 308. Il regione meridionale delle due province - in particolare il Corridoio Québec-Windsor – è la regione più urbanizzata e industrializzata del Canada, e possiede le due più grandi città, Toronto e Montréal, oltre che alla capitale nazionale Ottawa.

## I principali centri abitati del Canada centrale
Di seguito vengono riportate le principali aree metropolitane del Canada centrale così da stima del 2007:
1. Toronto: 5.406.300
2. Montréal: 3.666.300
3. Ottawa-Gatineau: 1.158.300
4. Québec: 723.300
5. Hamilton: 716.200
6. London: 465.700
7. Kitchener: 463.600
8. St. Catharines-Niagara: 396.800
9. Oshawa: 344.400
10. Windsor: 332.100
11. Sherbrooke: 218.700
12. Sudbury: 162.000
13. Kingston: 155.000
14. Saguenay: 152.100
15. Trois-Rivières: 142.600
16. Thunder Bay: 125.400